# Menhir von Luguénez
Der etwa 2,5 m hohe Menhir von Luguénez befindet sich an der Pointe de Luguénez, nordwestlich von Beuzec-Cap-Sizun im Département Finistère in der Bretagne in Frankreich. Der Menhir wurde 1924 als Monument historique eingestuft. 
In der Nähe liegen die Allée couverte von Kerbalannec und das Oppidum von Castel-Coz.